# غاق هندي
غاق هندي (الاسم العلمي: Phalacrocorax fuscicollis) هو نوع من جنس غاق.